# Багсі (фільм, 1991)
«Багсі» (англ. Bugsy) — американський кримінальний фільм 1991 року режисера Баррі Левінсона за сценарієм Джеймса Тобека написаного на основі книги Діна Дженнінгса 1967 року «Ми тільки вбивали один одного» (We Only Kill Each Other).

## Сюжет
Здобувши в 1930-х роках авторитет у мафіозних колах Нью-Йорку, гангстер Бенджамін Сигел (Воррен Бітті), на прізвисько «Багсі», вирішив продовжити свою злочинну діяльність на західному узбережжі Сполучених Штатів, у Лос-Анджелесі. Тут гонитва за можливістю заробити якомога більше грошей і пристрасть до азартних ігор наштовхнула його на думку про будівництво міста в Неваді. Так народився Лас-Вегас.

## Ролі виконують
- Воррен Бітті — Бенджамін "Багсі" Сигел
- Аннетт Бенінг — Вірджинія Гілл
- Гарві Кейтель — Міккі Коен
- Бен Кінгслі — Меєр Ланськи
- Елліотт Ґулд — Гаррі Грінберг
- Джо Мантенья — Джордж Рафт
- Білл Грем — Лакі Лучано
- Кармін Каріді — Френк Костелло
- Венді Мелік — Інес Малік

## Нагороди
- 1991 Премія Національної ради кінокритиків США, (National Board of Review, NBR Award):
  - найкращому акторові[en] — Воррен Бітті;
  - 10-ка найкращих фільмів[en] — N 2.
- 1991 Премія Асоціації кінокритиків Лос-Анджелеса:
  - за найкращий фільм;
  - найкращому режисерові — Баррі Левінсон;
  - за найкращий сценарій — Джеймс Тобек;
  - за 2-ге місце серед найкращих акторів — Воррен Бітті.
- 1992 Премія «Оскар» Академії кінематографічних мистецтв і наук:
  - за найкращу роботу художника-постановника — Денис Гаснер (артдиректор) та Ненсі Гей (декоратор);
  - за найкращий дизайн костюмів — Альберт Вольський.
- 1992 Премія «Золотий глобус» Голлівудської асоціації іноземної преси: 
  - за найкращий фільм — драма.
- 1992 Премія Національної спілки кінокритиків США (NSFC):
  - за найкращу чоловічу роль другого плану[en] — Гарві Кейтель;
  - за 2-ге місце серед найкращих акторів[en] — Воррен Бітті;
  - за 2-ге місце серед найкращих сценаристів[en] — Джеймс Тобек;
  - за 3-тє місце серед найкращих акторів другого плану[en] — Елліот Гулд;
  - за 3-тє місце серед найкращих фільмів[en]
  - за 3-тє місце серед найкращих операторів[en] — Аллен Давйо.
- 1992 Премія Асоціації кінокритиків Чикаго:
  - за найкращу жіночу роль другого плану[en] — Гарві Кейтель
- 1992 Нагорода Товариства американських операторів (ASC Award):
  - за видатні досягнення в кінематографії — Аллен Давйо.
- 1994 Премія «Бамбі», Німеччина:
  - за найкращий міжнародний фільм — Бен Кінгслі.